# Dasysphinx baroni
Dasysphinx baroni là một loài bướm đêm thuộc phân họ Arctiinae, họ Erebidae.